# Raymond de Sèze
Raymond Romain, conde de Sèze o Desèze (Burdeos, Aquitania, 26 de septiembre de 1750 – París, 2 de mayo de 1828), fue un abogado francés, y junto con François Tronchet y Malesherbes, defendió a Luis XVI, cuando el rey fue llevado ante la Convención para el juicio.

## Biografía
De Sèze nació en Burdeos y estudió en la famosa escuela de derecho de esa ciudad. Se ganó la reputación de la pasión notable y persuasivo, llegando a la fama en 1789 cuando defendió al barón Bensenval por cargos de alta traición. Cuando, a los cuarenta y cuatro años, fue llamado de su jubilación para ayudar al último empujón en la defensa de los reyes, pues era considerado uno de los mejores abogados en el reino. A pesar de que tenía que preparar sus argumentos de defensa en un corto período, brilló a través de un primer proyecto que, aunque ese movimiento, Luis había rechazado como demasiado retórico, diciendo: «Yo no quiero jugar en sus los sentimientos (de la Convención)». Cuando el tiempo para la defensa real vino, pese a no haber tenido sueño durante más de cuatro días, se declaró el caso del Rey durante tres horas, argumentando elocuentemente pero discretamente que la revolución le perdonase la vida. Comenzando con una descripción de por qué los cargos no eran válidos (según los términos de la Constitución de 1791 Luis, como rey, era inmune de la acusación), atacó el derecho de la Convención a presentarse como juez y jurado. Por último, se trasladó a un rechazo de los cargos en el acta enunciativa elaborada por el cargo de la constitucional por cargo, con una historia realista de la revolución, retratando a Luis como "el restaurador de la Libertad francesa". Terminó, como muchos de la serie Intervenciones de un trozo de la revolución, con una apelación a la historia: 

Luis ascendió al trono a la edad de veinte años, y a esa misma edad le dio al trono el ejemplo de carácter. Subió al trono sin debilidades impías, ni pasiones de corrupción. Era austero, justo y severo. Se mostró siempre constante amigo de la gente. La gente quería la abolición de la esclavitud. Empezó por dicha abolición en su propia tierra. La gente le pidió las reformas en la ley penal ... y llevó a cabo estas reformas. La gente quería la libertad y se las dio. La gente se lo habían precedido en sus sacrificios. Sin embargo, es en el nombre de estas mismas personas que uno exige hoy en día ... Ciudadanos, no puedo terminar ... Me detengo ante la historia. Pensar cómo va a ser su juicio, y que su sentencia será juzgada por los siglos.

Jean-Paul Marat, el demagogo de los sans-culottes, quedó favorablemente impresionado, y declaró: "De Sèze leyó un discurso largo, hecho con una gran cantidad de arte". La Comuna, la más violenta de las facciones a la vez, describió el discurso con "gran habilidad". Sin embargo, el caso se perdió, y el rey fue enviado a la guillotina. De Sèze mismo también fue encarcelado durante la revolución, pero se las arregló para eludir el cadalso. Después de la liberación a la caída de Robespierre, desapareció de la vida pública, y no trabaja para el Directorio ni para el gobierno de Napoleón, pues los veía como ilegítimos. Tras el regreso de los Borbones se le hizo un servidor de ellos, tanto como juez y como un miembro de la Academia francesa, antes de morir a la edad de ochenta años.